# Wiesław Balewski
Wiesław Balewski (ur. 20 marca 1959 w Toruniu, zm. 10 sierpnia 2012 w Pawlikowicach) – były kapelan krajowy Ruchu „Wiara i Światło”, były kapelan wspólnoty „L’Arche” (Arka) w Śledziejowicach k. Wieliczki oraz wspólnoty „Milusińscy” w Krakowie, laureat Medalu Świętego Brata Alberta z 2012, michalita. 

## Życiorys
Po ukończeniu Technikum Elektroniczne w Toruniu wstąpił do nowicjatu księży michalitów. Ukończył teologię w Instytucie Teologicznym Księży Misjonarzy, uzyskując tytuł magistra, oraz studia z pedagogiki na Uniwersytecie Jagiellońskim. Święcenia kapłańskie przyjął 30 maja 1987. Był wychowawcą w Niższym Seminarium Duchownym w Miejscu Piastowym, a następnie w Domu Dziecka „Moja Rodzina” w Pawlikowicach. Od 1992 zaangażował się w działalność w Ruchu „Wiara i Światło”, współorganizując katechizację i obozy letnie dla osób niepełnosprawnych intelektualnie. W organizacji tej pełnił funkcję kapelana Prowincji Polski Południowej Ruchu w okresie od 1997 do 2003, a potem był kapelanem strefy Ruchy obejmującej całą Polskę w latach 2003–2007. Pomimo ciężkiej choroby do końca swych dni pełnił posługę wśród osób niepełnosprawnych i ich rodzin ze wspólnoty „Milusińscy” w Krakowie.
Jednocześni posługiwał jako kapelan we wspólnocie stałego pobytu „L’Arche” (Arka) w Śledziejowicach k. Wieliczki. Związany był z też wieloma wspólnotami „Wiary i Światła” oraz „L’Arche” w Polsce, Rosji i na Ukrainie. Na wniosek rodziców dzieci osób niepełnosprawnych otrzymał w 2012 r. Medal Świętego Brata Alberta.
Pochowany został na cmentarzu parafialnym w Górsku.